# باغاسيراتوبس
الباغاسيراتوبس (الاسم العلمي: Bagaceratops)، (تعني: «قرني الوجه الصغيرة»)، هو جنس من ديناصورات السيراتوبسياتيَّات الحديثة القاعدية التي عاشت في منغوليا خلال فترة الطباشيري المتأخر منذ حوالي 80 مليون سنة. رغم ظهورها متأخرا من عهد الديناصورات، إلا أنها كانت بدائية إلى حد ما من الناحية التشريحية، وقد حافظت على صغر حجم أجسامها الذي اتسمت به السيراتوپسيَّاتيات البدائية.